# Aeródromo General Miguel Alemán

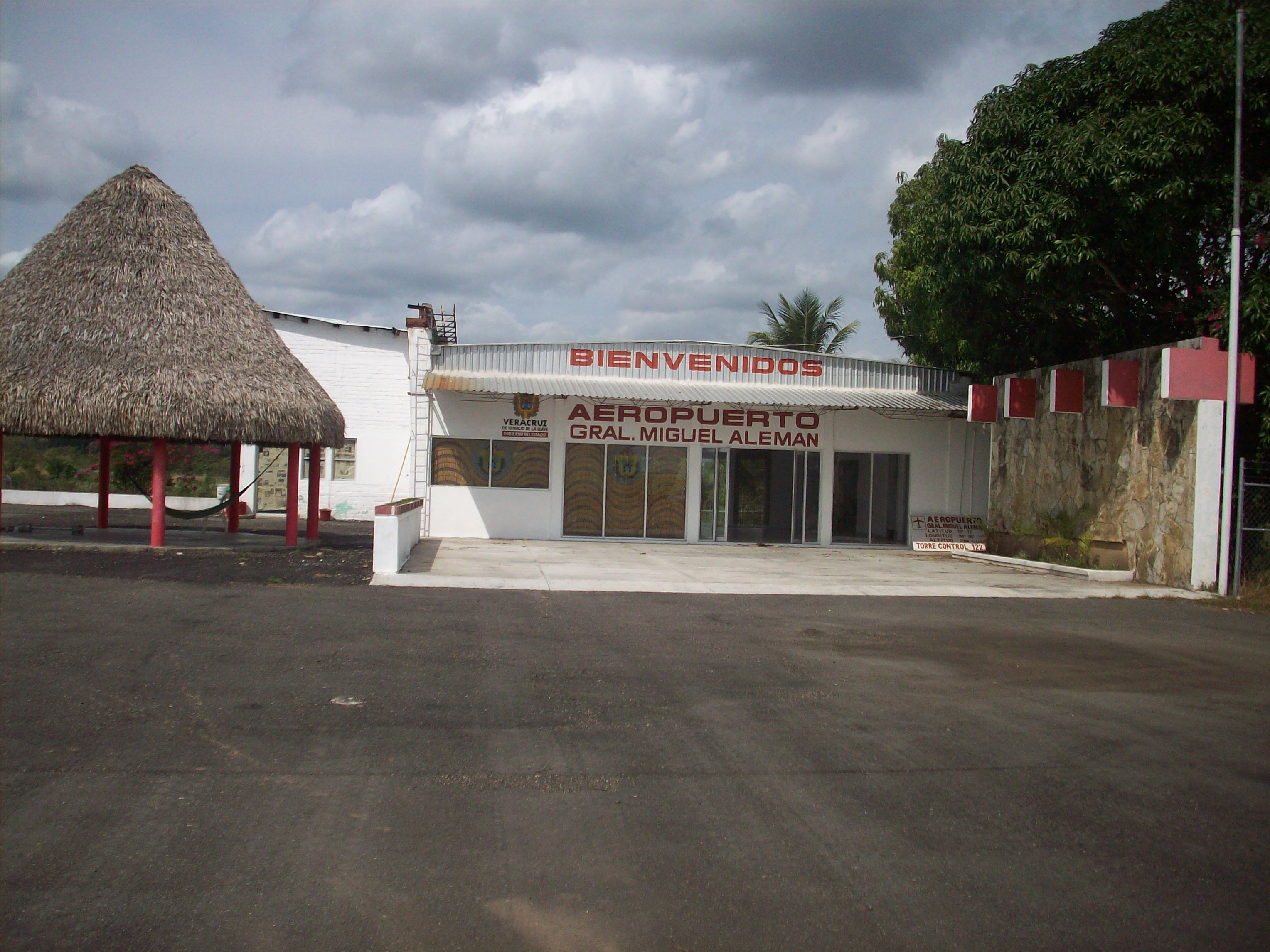
Vista al edificio terminal del aeropuerto.

El Aeródromo General Miguel Alemán (Código OACI: MX22; Código DGAC: AMV) es un pequeño campo de aviación ubicado 2 kilómetros al norte de Ciudad Alemán, municipio de Cosamaloapan y 5 kilómetros al sureste de Tres Valles, Veracruz, México. Es operado por el Gobierno del Estado de Veracruz y cuenta con una pista asfaltada de 1,300 metros de largo y 23 metros de ancho, además de plataforma de aviación y servicio de hangares.

## Accidentes e incidentes
- El 25 de marzo de 1994 partió del Aeropuerto de Veracuz la aeronave Cessna 500 Citation I con matrícula XA-SMH perteneciente a Transportadora Fruyleg, la aeronave sufrió un despiste al aterrizar en el Aeródromo de Ciudad Alemán donde murieron los dos miembros de la tripulación: el piloto Jorge Rojo Valenzuela y el copiloto David Meza Carlón.[3]